# Личност
Според класическата дефиниция, лѝчност е „човекът като индивид, лице с присъщите му духовни качества“.
Първичната употреба на понятието се свързва с древногръцката философия, която въвежда термина „просопон“, лице, актьорската маска, употребявана в гръцките трагедии. По-късно в римската философия се въвежда понятието „persona“, чиято етимология отново е свързана с театъра – „per sonare“, „звуча“ – заради отвора на маската, през която се чувал гласът на актьора.
Определянето на една личност като такава е комплексен въпрос. За да бъде разбран по-лесно, той може да бъде разгледан в няколко последователни стъпки по следния начин:
- индивид – притежава всички общи свойства на човека като жив организъм;
- индивидуалност – определя специфичността на отделния човек, тя може да има наследствен или случаен характер. Не всички хора притежават индивидуалност (например малките бебета).
- личност – представлява резултат от процеса на възпитание и самовъзпитание. Не всички хора могат да бъдат личности; тези които не осъзнават своята индивидуалност, не могат да бъдат. Такива са например хората с психически отклонения като олигофрените или с физиологични отклонения, при които отсъстват функциите на висшата нервна система.

## Атрибути на личността
- Воля
- Свобода
- Разум
- Темперамент
- Характер
- Способности
- Мотивация
- Самосъзнание
- Съзнанието